# Arnoglossus scapha
Arnoglossus scapha  (лат.) — вид рыб из семейства арноглоссовых.
Распространён в западной части Тихого океана вдоль берегов Китая и Новой Зеландии. Морская глубоководная рыба, обитающая на глубинах до 400 м, достигает длины от 20 до 40 см. Оба глаза расположены на левой стороне тела. Окраска спины серого или светло-коричневого цвета с множеством мелких чёрных и жёлтых точек. Брюхо беловатое.
Питается червями, ракообразными, моллюсками и мелкой рыбой. Икрометание длится с августа по апрель. Личинки в стадии планктона держатся у поверхности воды, прежде чем опускаются на морское дно. Из-за своего водянистого мяса и многочисленных тонких костей вид не имеет коммерческой ценности в рыбном промысле. Составляет основу рациона редкого новозеландского баклана.